# Ian Gelder
Ian Gelder (ur. 3 czerwca 1949, zm. 6 maja 2024) – brytyjski aktor teatralny i telewizyjny.

## Życiorys
Jako aktor teatralny debiutował w 1969 w wystawianej w Theatre Royal w Bristolu sztuce The Royal Hunt of the Sun Petera Shaffera (u boku m.in. Juliana Glovera). Pierwszą rolę telewizyjną dostał w 1972, kiedy to zagrał w jednym z odcinków serialu New Scotland Yard. Rok później otrzymał jedną z głównych ról w miniserialu The Donati Conspiracy. Od drugiej połowy lat 70. związany z Royal Shakespeare Company, regularnie zaczął występować m.in. w adaptacjach sztuk Williama Szekspira (Wieczór Trzech Króli, Kupiec wenecki czy Poskromienie złośnicy). Gościnnie pojawiał się w innych teatrach, m.in. w adaptacjach powieści Duma i uprzedzenie w Haymarket Theatre w Leicester (1985) i Czarownice z Salem w Gielgud Theatre w Londynie (2006). Występuje regularnie w serialach telewizyjnych i filmach telewizyjnych, okazjonalnie także w produkcjach kinowych (m.in. w King Ralph z Johnem Goodmanem). W 2011 pojawił się w roli Kevana Lannistera w Grze o tron wyprodukowanej przez HBO.
Jego partnerem życiowym był brytyjski aktor Ben Daniels.

## Wybrana filmografia
- 1972: New Scotland Yard
- 1975: Edward the Seventh
- 1979: The Professionals
- 1988: Little Dorrit
- 1991: King Ralph
- 1993: Agatha Christie’s Poirot
- 1997: Casualty
- 1998: McCallum
- 1998: The Bill
- 2006: Holby City
- 2009: Pope Joan
- 2009: Torchwood
- 2010: Milczący świadek
- 2011: Gra o tron
- 2019: Mroczne materie